# Rara volumina
Rara volumina, sottotitolata Rivista di studi sull’editoria di pregio e il libro illustrato, è una rivista di storia del libro fondata e diretta da Marco Paoli nel 1994 presso la casa editrice lucchese Pacini Fazzi Editore, giunta oltre il  XXV anno. La rivista riceve il sostegno dell’Accademia Lucchese di Scienze, Lettere ed Arti.

## Caratteri della rivista
Nel panorama dei periodici italiani di studi bibliografici e bibliologici la rivista si distingue per aver valorizzato l’approccio artistico e storico-culturale al libro, sia manoscritto che a stampa, ora indagando il rapporto tra testo e immagine, ora accogliendo contributi di storia della miniatura, della xilografia e della calcografia, o comunque diretti ad illustrare aspetti inerenti all’estetica del libro inteso quale oggetto, come le legature di pregio. L’interesse è anche rivolto ai rapporti del libro d’arte con altri contesti figurativi, quali la medaglistica, l’emblematica, l’antiquaria e le arti cosiddette minori come la porcellana, i cui decoratori spesso si valevano di immagini tratte dalle incisioni. Altro filone di studi coltivato dalla rivista è la storia dell'editoria. I numerosi interventi hanno riguardato la fortuna di singole opere come il Sidereus Nuncius di Galileo Galilei e i Canti Orfici di Dino Campana, o di singole collane quali la “Diamante” diretta da Carducci, oppure approfondimenti su generi editoriali settecenteschi, quali le pubblicazioni archeologiche, o di carattere tecnico-scientifico, o di occasione. L’editoria ottocentesca è stata parimenti indagata, con saggi su edizioni leopardiane, sui periodici napoletani, sugli editori Barbèra e Le Monnier, e, con intenti storico-bibliografici, sulla letteratura specifica degli ultimi decenni. La rivista ha anche offerto ampio spazio agli studi sul paratesto, in particolare a quelli sulla dedica mecenatica, contribuendo a promuovere sull’argomento l’attenzione degli specialisti.  
La rivista ha ricevuto l'abilitazione scientifica nazionale nel 2013, ed è in fascia "A" per i settori: Anvur: 08/S; 10/S; 11/S.

## Comitato scientifico
Marina Bonomelli, Gigetta Dalli Regoli, Caterina Del Vivo, Angela Dillon Bussi, Luciano Formisano, Daniele Guernelli, Marco Menato, Piero Scapecchi, Gianfranco Tortorelli, Vincenzo Trombetta. Ne hanno fatto parte Mirella Levi D'Ancona e Marco Santoro.
Tra i collaboratori della rivista figurano: Denise Aricò, Elisabetta Benucci, Maurizio Borghi, Antonio Borrelli, Riccardo Bruscagli, Daniela Camurri, Maria Pia Casalena, Marcello Ciccuto, Vincenzo De Gregorio, Annamaria Ducci, Riccardo Fedriga, Michele Feo, Leticia Frutos, Andrea Gatti, Rudj Gorian, Silvana Gorreri, Daniele Guernelli, Craig Kallendorf, Ada Labriola, Cettina Lenza, Wolfgang Liebenwein, Maria Cristina Misiti, Laura Moscati, Maria Consiglia Napoli, Maria Panetta, Franca Petrucci Nardelli, Riccardo Pozzo, Delio Vania Proverbio, Dorit Raines, Ugo Rozzo, Milena Sabato, Madison U. Sowell, Barbara Steindl, Maria Gioia Tavoni, Maurizio Torrini, Giuseppa Z. Zanichelli, Giuseppina Zappella.  